# Jem
Jemma Griffits (Cardiff, Wales, 18. lipnja 1975.), velška pjevačica i tekstopisac poznata pod umjetničkim imenom Jem.

## Životopis
Jem je rođena u Cardiffu, Wales, a studirala je na sveučilištu u Sussexu. Kao vrlo mlada otkrila je sklonost prema glazbi, postavši prvo poznato ime u Americi, a tek potom u rodnom Ujedinjenom Kraljevstvu.
S Guyem Sigworthom, napisala je pjesmu Nothing Fails, koja će se poslije pojaviti na Madonninom albumu American Life iz 2002. godine.
Prvi hit u pjevačkoj karijeri mlade glazbenice skladba je They, umjeren hit u Europi, koji se u SAD pojavio kao glazbena podloga u serijama poput The OC i Kućanice. Uslijedili su singlovi 24 i Come on Closer, od kojih je potonji poslužio i kao dio soundtracka za film Bliski odnosi. Pjesma Wish I postala je naslovna tema reality showa Celebrity Love Island.

## Glazbeni stil
Glasovno, Jem podsjeća na Dido, usprkos tomu što sama Jem ne voli biti uspoređivana sa starijim kolegicama; žanrovski, njenu je glazbu teško svrstati: pjesme na njenom debi albumu Finally Woken stilski variraju od rocka, trip-hopa, electronice, pa do lakšeg pop zvuka.

## Diskografija

### Albumi
- Finally Woken (2004.)
- Down to Earth (2008.)

### Singlovi
- It All Starts Here (2003., EP)
- Maybe I'm Amazed (2004.)
- They (2005.)
- 24 (2005.)
- Come On Closer (2005.)
- Just A Ride (2005.)
- Wish I (2005.)
- It's Amazing (2008.)

## Vanjske poveznice
- Službene Jemine web-stranice  Arhivirana inačica izvorne stranice od 16. ožujka 2014. (Wayback Machine)